# Sericornis citreogularis
El Sedosito gorjigualdo (Sericornis citreogularis),  es una especie de ave paseriforme perteneciente a la familia  Acanthizidae.  Es endémica de  Australia en Nueva Gales del Sur.  El hábitat natural es la selva tropical.

## Descripción
Alcanza un tamaño de 19-22 cm de longitud, con un peso de 17 gramos. El macho es de color negro, y la hembra tiene una máscara color marrón. Ambos sexos tienen una banda blanca en la frente y la garganta es de color amarillo. Se alimentan de semillas y de insectos.

## Subespecies
Comprende las siguientes subespecies:
- Sericornis citreogularis cairnsi
- Sericornis citreogularis citreogularis
- Sericornis citreogularis intermedius